# Plaza Mauá

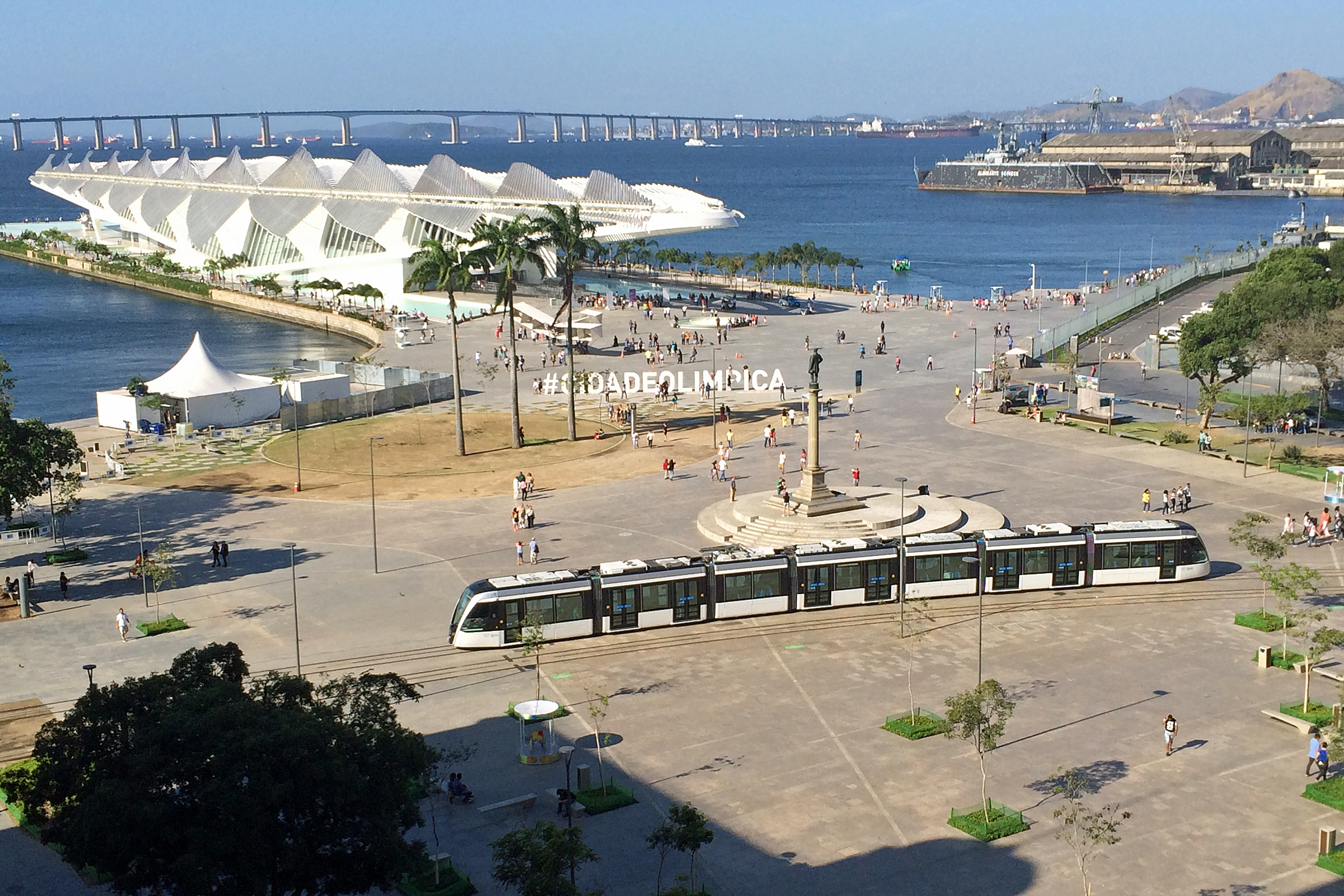
Tranvía de la línea 1 atravesando la plaza; al fondo a la izquierda, el Museo del Mañana.

La Plaza Mauá es una plaza ubicada en el Centro de la ciudad de Río de Janeiro. Con un área aproximada de 25 mil m², forma parte de la Orla Conde, um paseo público que bordea la bahía de Guanabara.
La plaza fue inaugurada a inicios del siglo XX y reinaugurada el 6 de septiembre del 2015 luego de ser remozada. La revitalización de la plaza fue realizada en el contexto del Porto Maravilha, una operación urbana que buscaba revitalizar la zona portuaria de Río de Janeiro.
La plaza es el inicio de la Avenida Rio Branco y también del Puerto de Río de Janeiro ya que la numeración de los almacenes se inicia en ella. El centro de la plaza está ocupado por la estatua de Irineu Evangelista de Sousa, el Barón de Mauá, pionero en varias áreas de la economía brasileña. El Barón de Mauá, que también da nombre a la plaza, fue responsable por la construcción del Ferrocarril Mauá y por la creación del Banco do Brasil, entre otros logros. Colocada sobre una columna, la escultura es obra del escultor Rodolfo Bernardelli y fue inaugurada en 1010 por iniciativa del Clube de Engenharia.

## Historia

### SigloXIX
En los inicios de la colonización, el sitio donde se encuentra la plaza Mauá era conocido como prainha (en español: "playita") al ser la cercanía de una pequeña playa. En el siglo XIX, el sitio fue conocido la Praça da Prainha (en español:  "plaza de la playita").  En 1871, la Cámara Municipal renombró la plaza como Largo 28 de Setembro para conmemorar la promulgación de la Lei do Ventre Livre sin embargo, el nombre anterior continuó siendo usado popularmente.

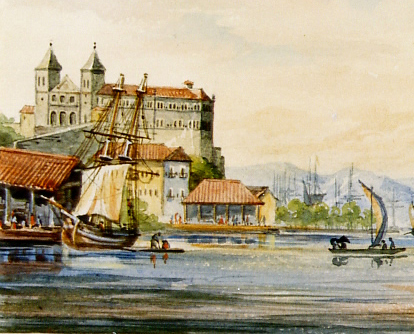
La Prainha en 1841. Al fondo, el Monasterio de San Benito.

### SigloXX
La plaza fue construida debido a la necesidad de un nuevo muelle más estructurado para recibir embarcaciones en virtud del crecimiento de las actividades comerciales en la ciudad a inicios del siglo XX. La plaza fue inaugurada en 1910, después de seis años de obras, sustituyendo el antiguo Largo da Prainha.

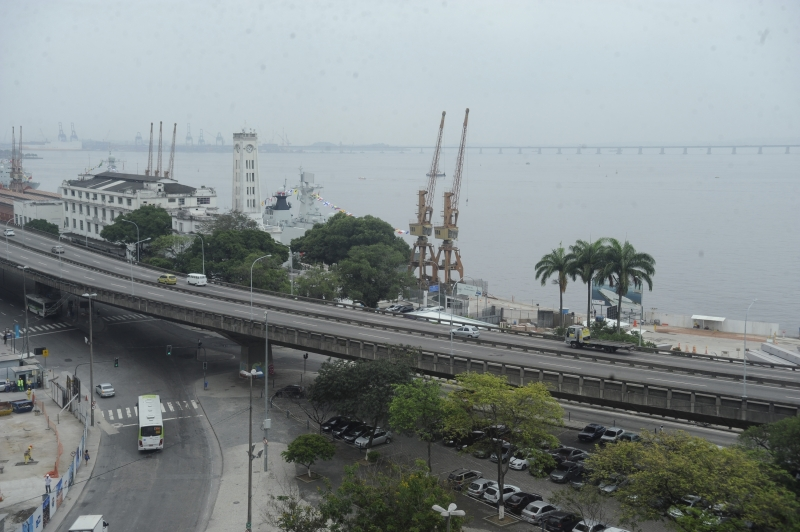
Tramo suspendido de la avenida Perimetral en la Plaza Mauá. Dicho tramo fue derruido en 2014.

La plaza fue bautizada en honor del barón de Mauá, que en aquella época ya era vizconde. Como símbolo del homenaje, se construyó en 1910 un monumento de 8,5 metros de altura con una estatua del barón, de autoría del escultor Rodolfo Bernardelli. Por estar cerca del sitio de desembarque de buques de pasajeros y mercantes, la zona desarrolló varias actividades comerciales conectadas al turismo y al cambio de moneda, así como bares y prostíbulos.
En 1930, se terminó la construcción del edificio del periódico A Noite (llamado hoy Edificio Joseph Gire) frente a la plaza y actualmente es un hito de la arquitectura en cemento armado en Brasil. El autor del proyecto art déco fue Joseph Gire, arquitecto francés responsable también del hotel Copacabana Palace y de la sede del Palacio Laranjeiras. El edificio tiene 22 pisos y fue uno de los primeros en marcar la tendencia vertical de la arquitectura de la ciudad, siguiendo el ejemplo de las grandes urbes estadounidenses y alejándose de los modelos europeos. Entre 1936 y 2012 fue la sede de la Radio Nacional de Río de Janeiro.
Entre las décadas de 1950 y 1970, se construyó sobre la plaza el Elevado da Perimetral que tenía por función facilitar el tráfico entre la Zona Sur y otras regiones de Río de Janeiro. Sin embargo, el viaducto terminó devaluando la zona.
En la década de 1990, un edificio con arquitectura posmoderna, el Edificio Rio Branco 1 (RB1), fue construido frente a la plaza. El RB1, inspirado en los edificios posmodernos construidos en ciudades como Nueva York y Houston, es hoy un moderno y sofisticado centro empresarial.

## SigloXXI
El 20 de abril de 2014, un tramo de 300 metros del Elevado da Perimetral que pasaba sobre la plaza fue demolido. La operación fue hecha con 250 kg de explosivos, generando 10 mil toneladas de concreto. El material cayó sobre arena y neumáticos colocados con tal fin bajo el viaducto.
Mediante la operación urbana Porto Maravilla, la plaza pasó por obras de reurbanización entre 2014 y 2015. Esta fue reabierta el 6 de septiembre de 2015 después de cuatro años de estar cerrada.
El 5 de junio de 2016, entró en operación el VLT Carioca que atraviesa la plaza y se detiene la estación Parada de los Museos.

## Puntos de interés
Los siguientes puntos de interés se sitúan en las inmediaciones de la Plaza Mauá:

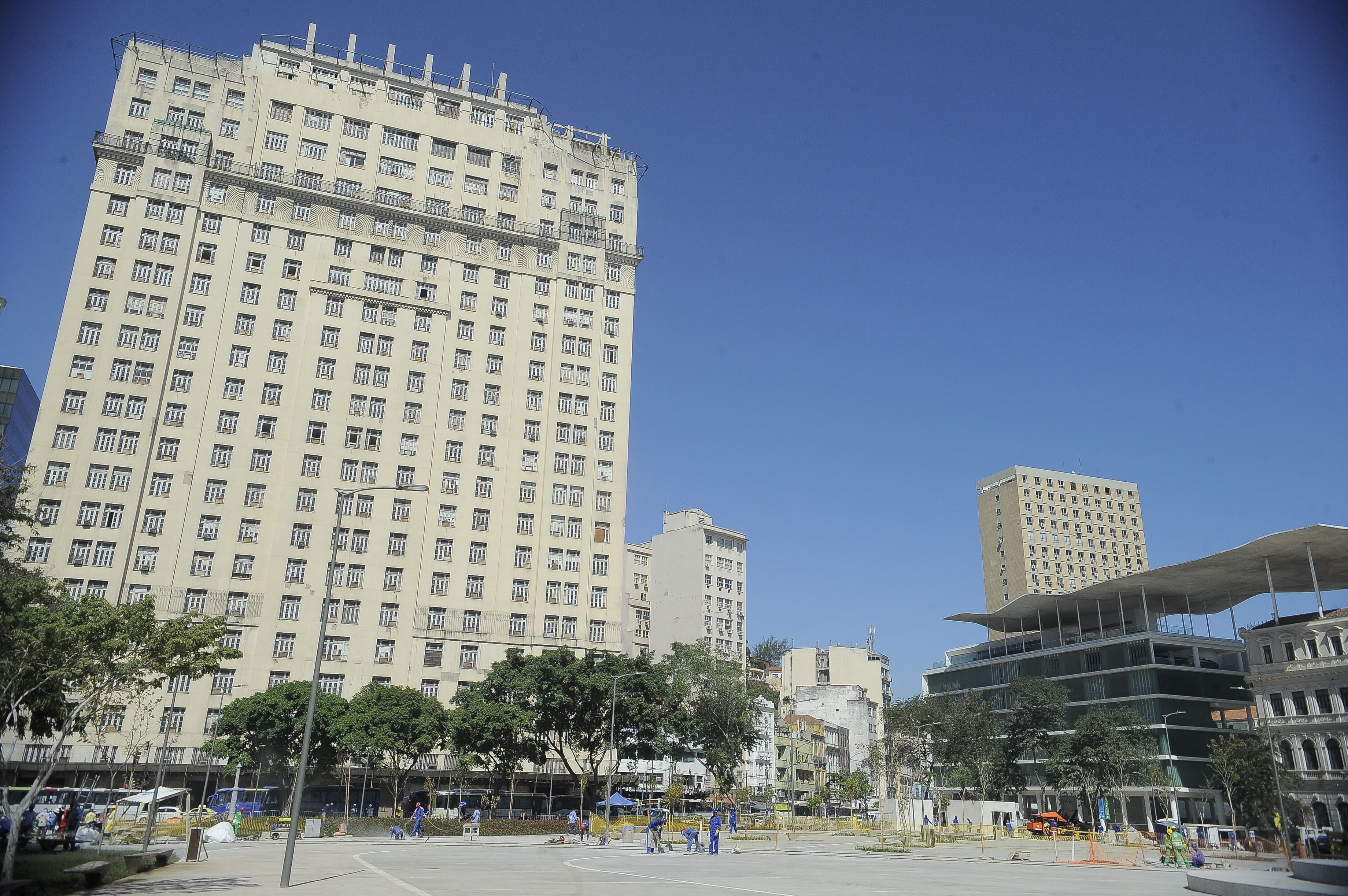
Edificios Joseph Gire, antigua sede del periódico A Noite.

- Primer Distrito Naval - Fundado en 1933, este edificio de la Marina de Brasil tiene en su área de jurisdicción los estados de Espíritu Santo y de Río de Janeiro, además de parte de Minas Generales.
- Edificio Joseph Gire - Inaugurado a finales de los años 1920, fue el primer edificio en cemento armado de Brasil. Con 22 pisos y 102 metros de altura, fue sede del periódico A Noite, de la Radio Nacional y del Instituto Nacional de la Propiedad Industrial (INPI).
- Edificio Rio Branco 1 (RB1) - También conocido como Centro Empresarial Internacional Río, el RB1 es un moderno y sofisticado centro empresarial. Tiene 33 pisos.
- Museo de Arte de Río (MAR) - El MAR está compuesto por dos edificios de perfiles heterogéneos y comunicados: el Palacete Don João VI, inaugurado en 1916 a fin de abrigar la Inspetoria de Puertos; y un edificio modernista, de la década de 1940, que ya funcionó como comisaría, hospital y terminal de autobuses.

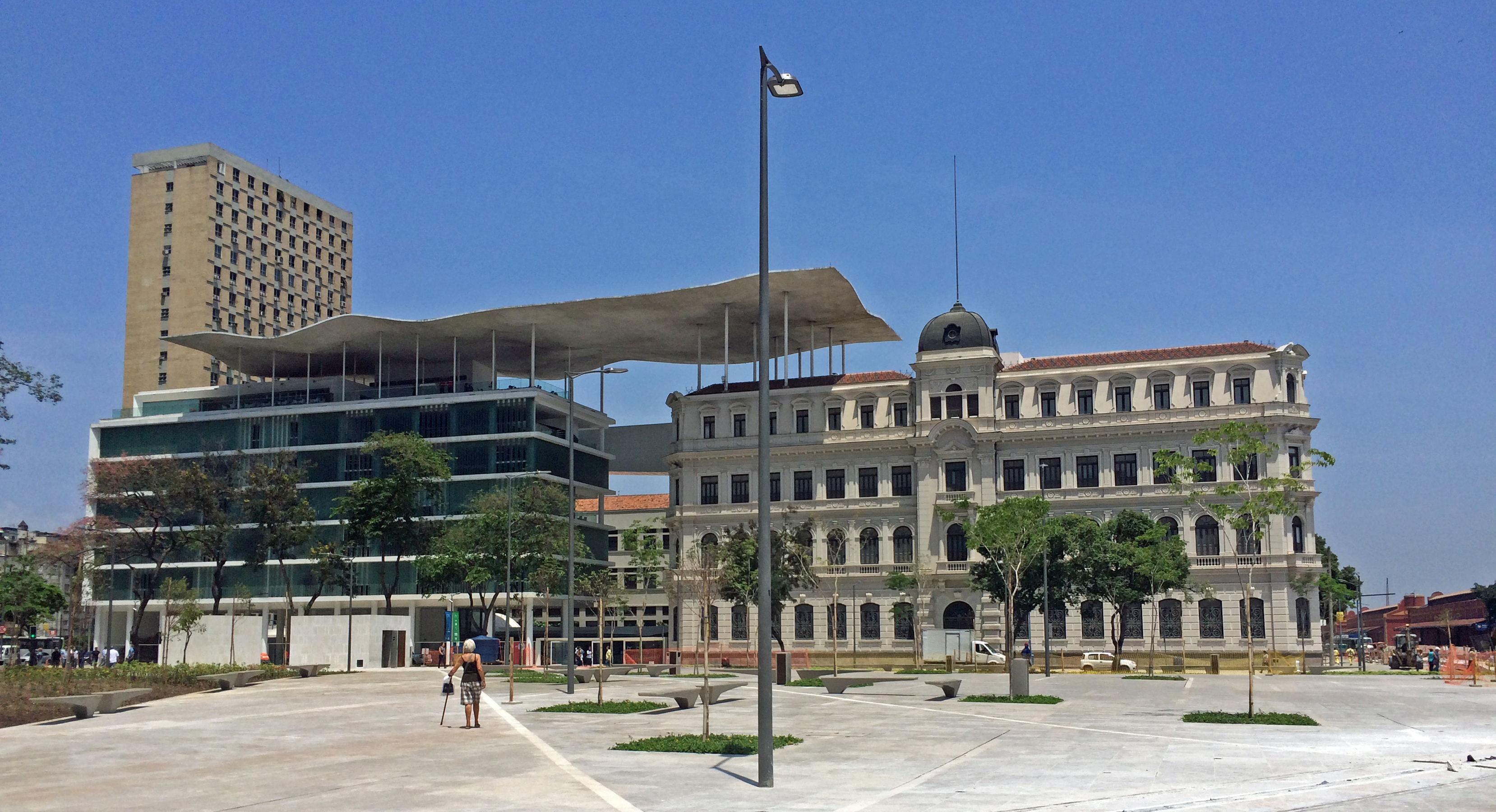
Museo de Arte de Río (MAR)

- Museo del Mañana  - Situado en el Muelle Mauá, área adyacente a la plaza, el Museo del Mañana es uno de los marcos de la rehabilitación de la plaza. Proyectado por el arquitecto español Santiago Calatrava, el museo es el símbolo más elocuente de la rehabilitación de la Zona Portuaria de Río de Janeiro.
- Parada dos Museus - Inaugurada en 2016, es una de las paradas de la Línea 1 del VLT Carioca.
- Superintendencia Regional de la Policía Federal - Es la superintendencia regional de la Policía Federal del estado de Río de Janeiro. En ella, existe un sector responsable por la realización de las atribuciones de las direcciones que componen la institución.